# Dasyatis
Genre
Dasyatis est un genre de raies de la famille des Dasyatidae.

## Liste des Espèces
Selon World Register of Marine Species (14 octobre 2014) :
- Dasyatis acutirostra Nishida & Nakaya, 1988
- Dasyatis akajei (Müller & Henle, 1841)
- Dasyatis americana Hildebrand & Schroeder, 1928
- Dasyatis bennettii (Müller & Henle, 1841)
- Dasyatis brevicaudata (Hutton, 1875)
- Dasyatis brevis (Garman, 1880)
- Dasyatis centroura (Mitchill, 1815)
- Dasyatis chrysonota (Smith, 1828)
- Dasyatis colarensis Santos, Gomes & Charvet-Almeida, 2004
- Dasyatis dipterura (Jordan & Gilbert, 1880)
- Dasyatis fluviorum Ogilby, 1908
- Dasyatis geijskesi Boeseman, 1948
- Dasyatis gigantea (Lindberg, 1930)
- Dasyatis guttata (Bloch & Schneider, 1801)
- Dasyatis hastata (DeKay, 1842)
- Dasyatis hypostigma Santos & Carvalho, 2004
- Dasyatis izuensis Nishida & Nakaya, 1988
- Dasyatis laevigata Chu, 1960
- Dasyatis lata (Garman, 1880)
- Dasyatis longa (Garman, 1880)
- Dasyatis margarita (Günther, 1870)
- Dasyatis margaritella Compagno & Roberts, 1984
- Dasyatis marianae Gomes, Rosa & Gadig, 2000
- Dasyatis marmorata (Steindachner, 1892)
- Dasyatis matsubarai Miyosi, 1939
- Dasyatis microps (Annandale, 1908)
- Dasyatis multispinosa (Tokarev, 1959)
- Dasyatis navarrae (Steindachner, 1892)
- Dasyatis parvonigra Last & White, 2008
- Dasyatis pastinaca (Linnaeus, 1758)
- Dasyatis rudis (Günther, 1870)
- Dasyatis sabina (Lesueur, 1824)
- Dasyatis say (Lesueur, 1817)
- Dasyatis sinensis (Steindachner, 1892)
- Dasyatis thetidis Ogilby, 1899
- Dasyatis tortonesei Capapé, 1975
- Dasyatis ushiei (Jordan & Hubbs, 1925)
- Dasyatis zugei (Müller & Henle, 1841)

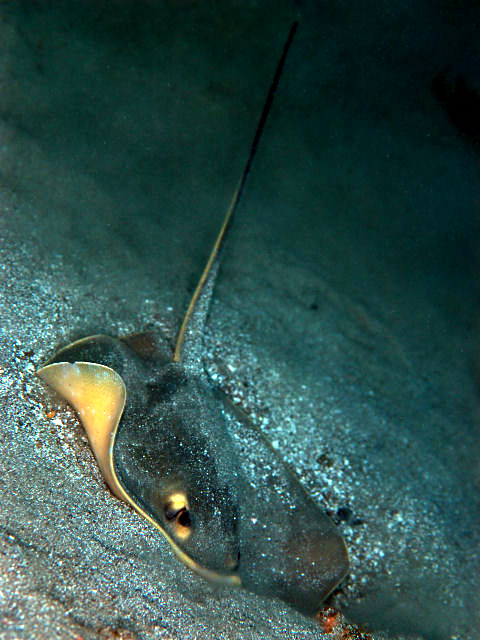
Dasyatis akajei
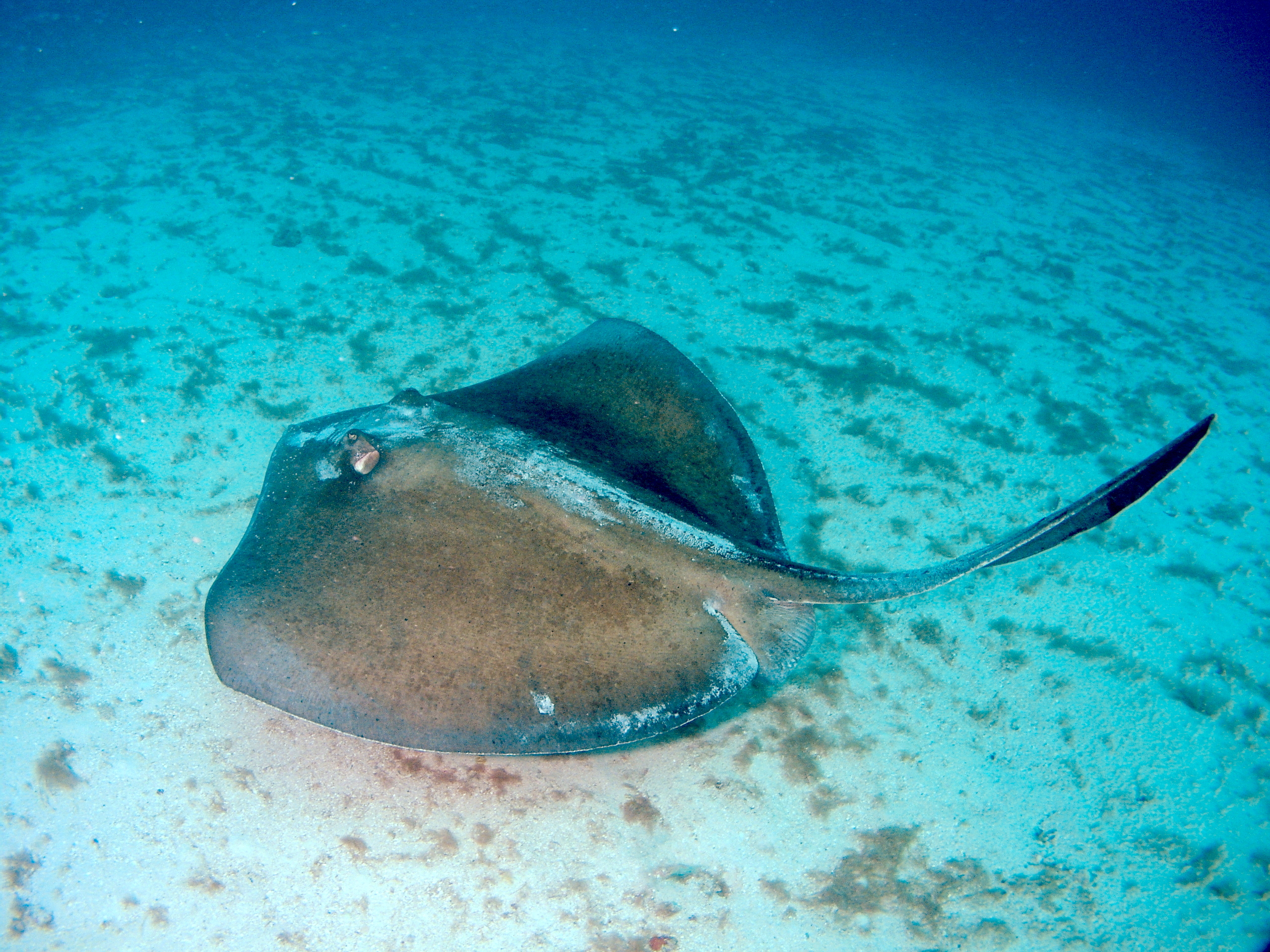
Dasyatis americana
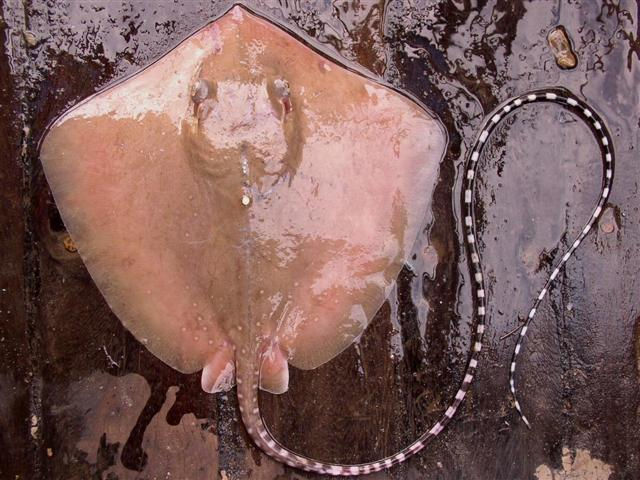
Dasyatis bennettii
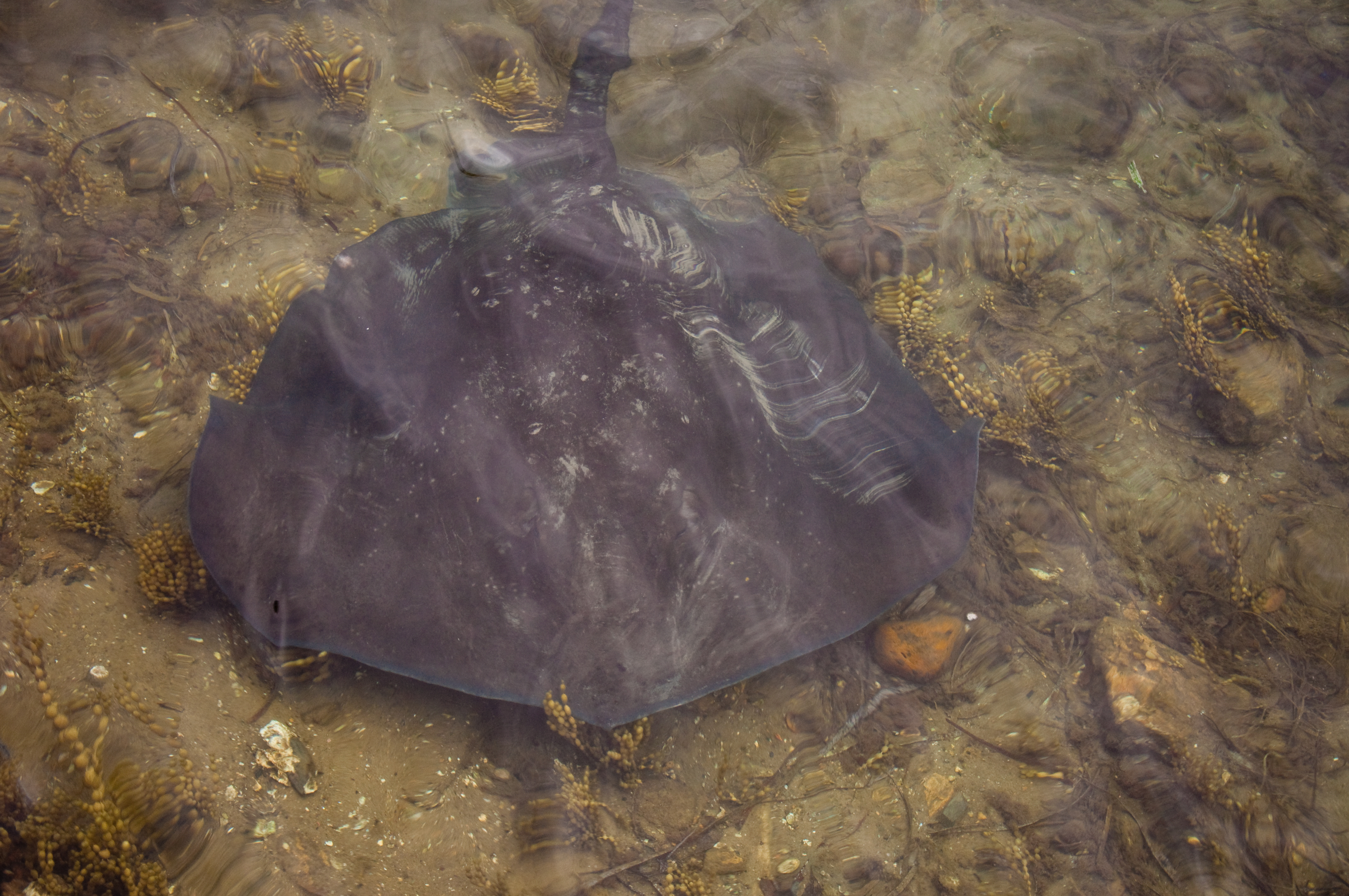
Dasyatis brevicauda
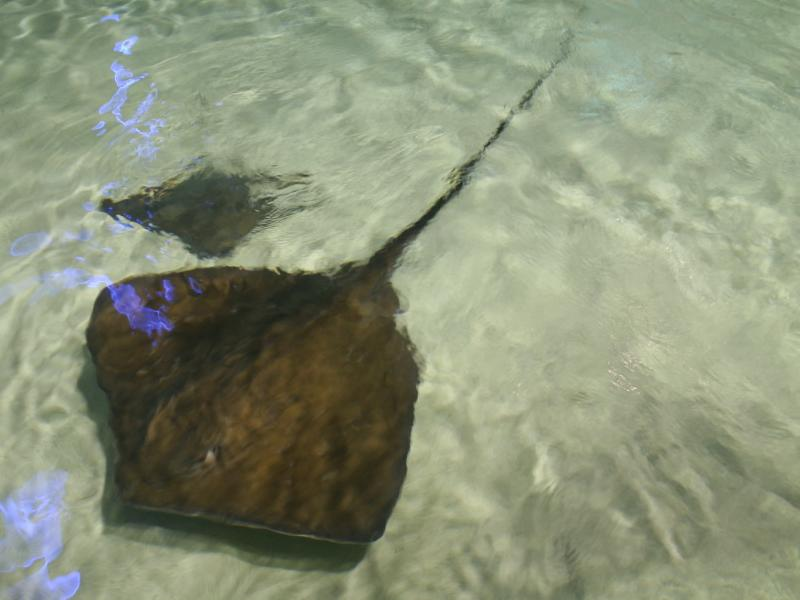
Dasyatis centroura
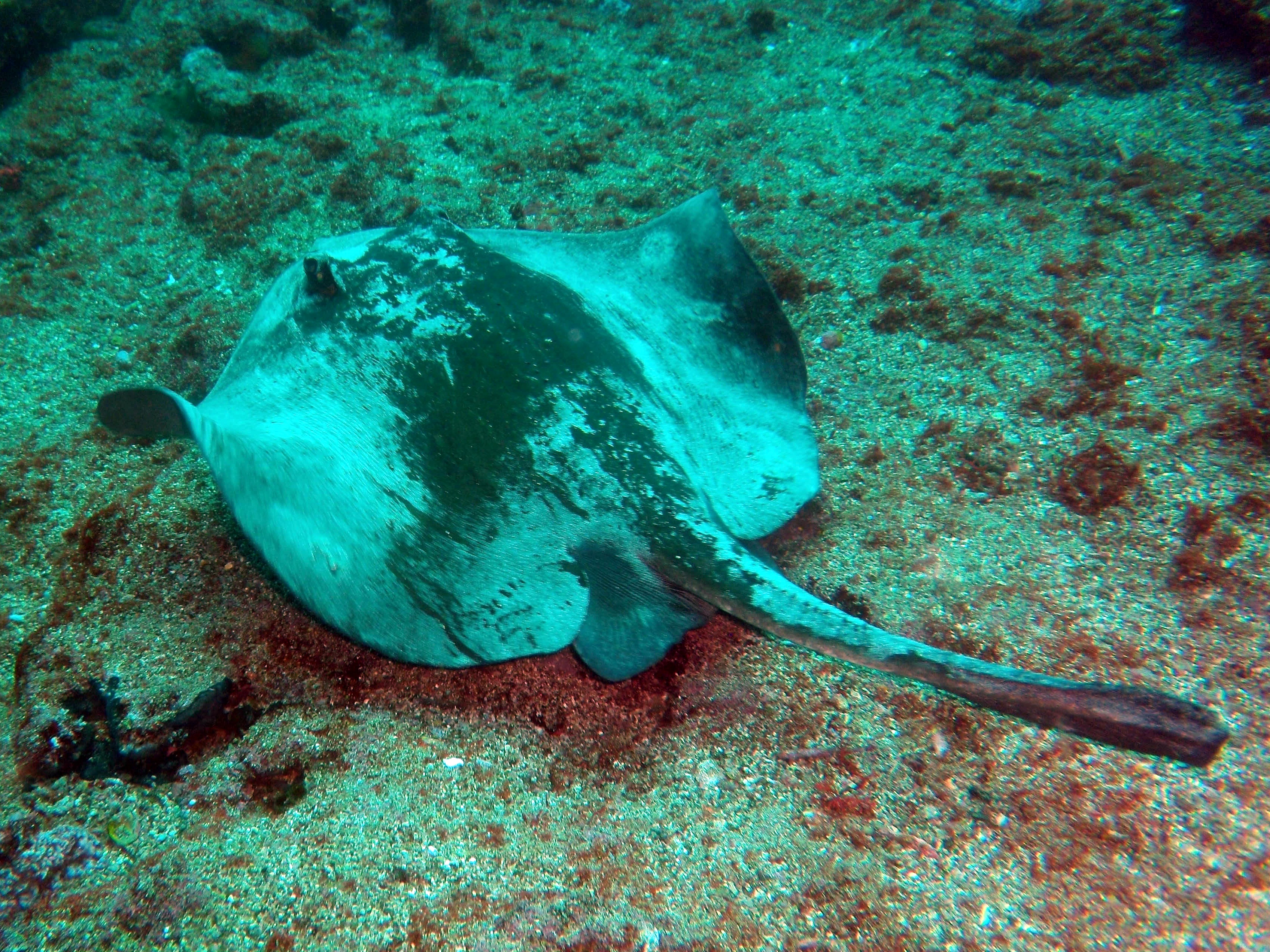
Dasyatis dipterura
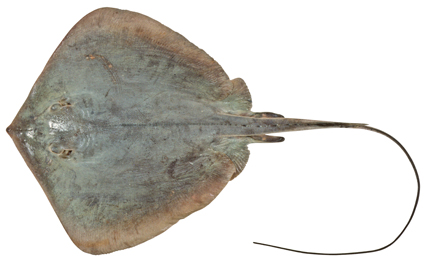
Dasyatis fluviorum
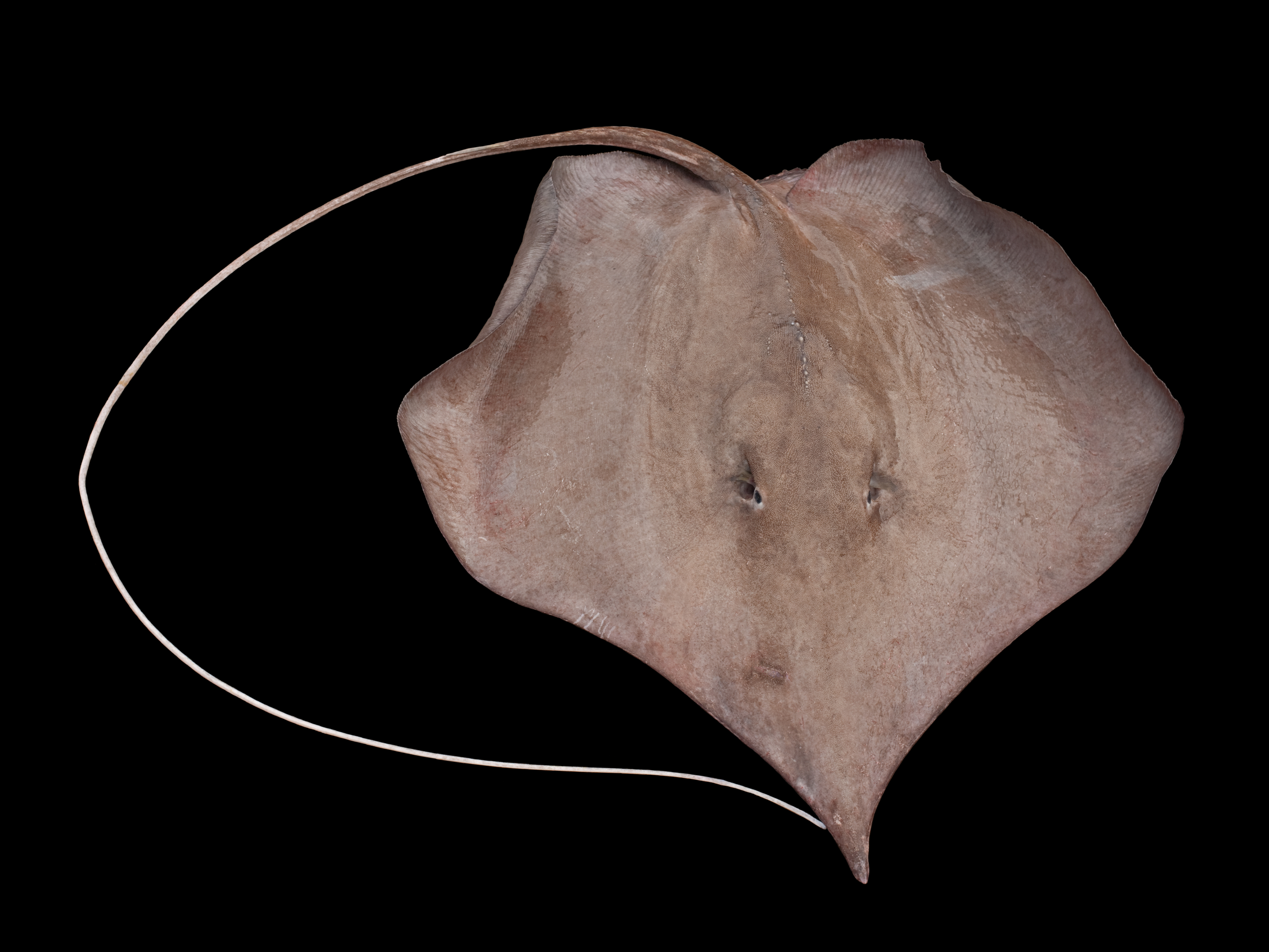
Dasyatis geijskesi
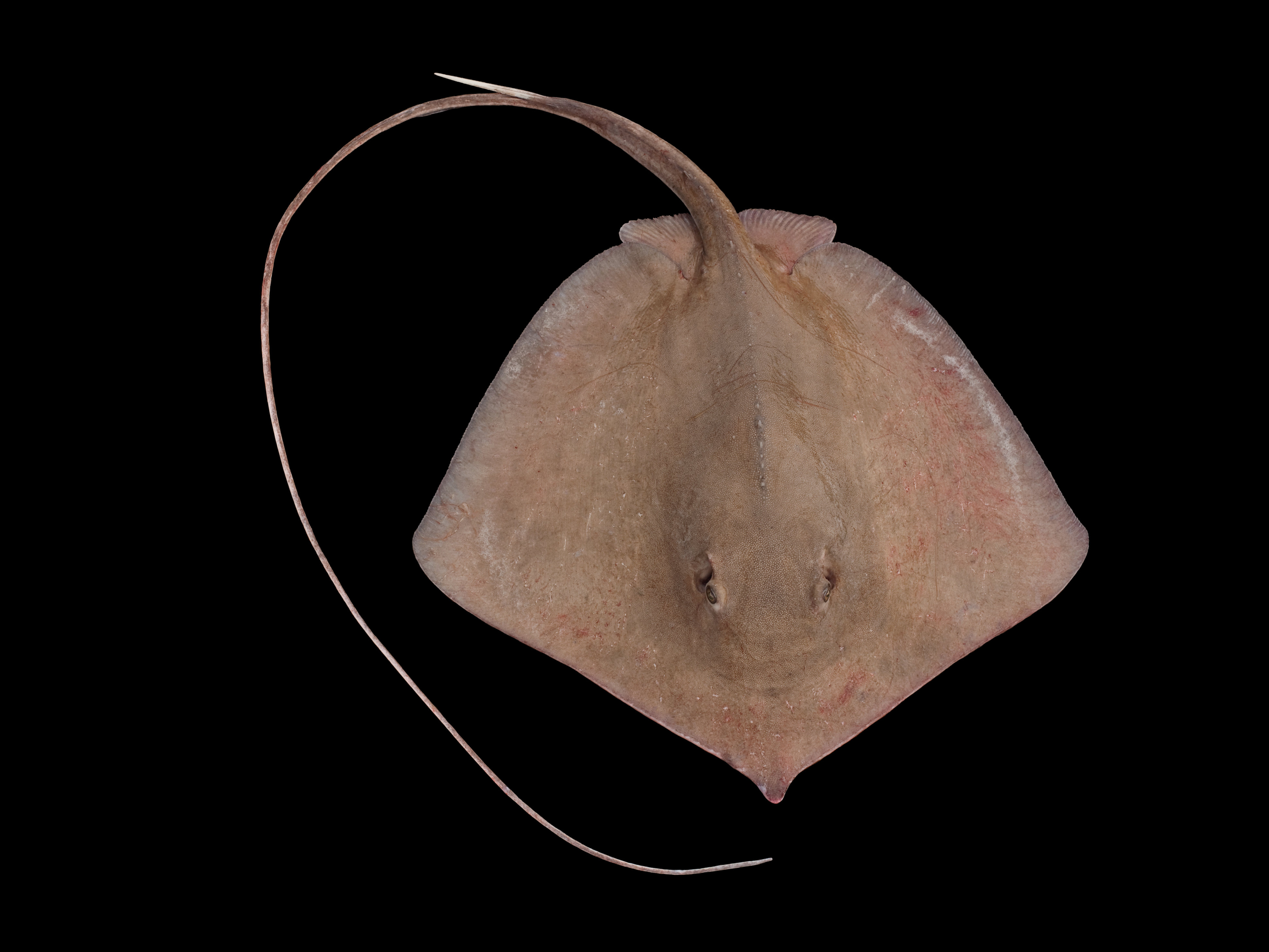
Dasyatis guttata
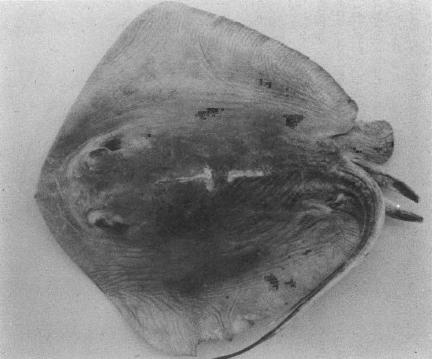
Dasyatis izuensis
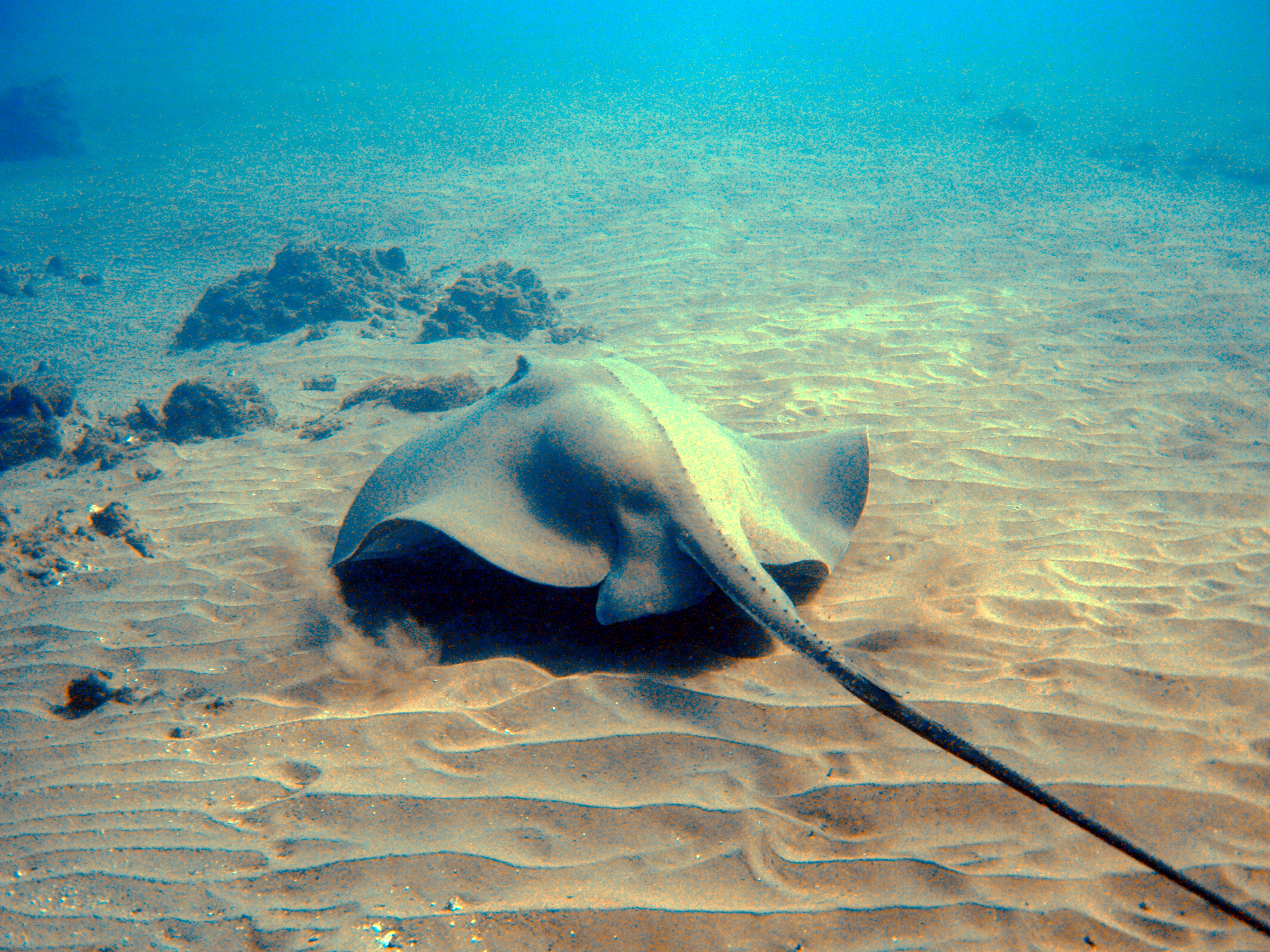
Dasyatis lata
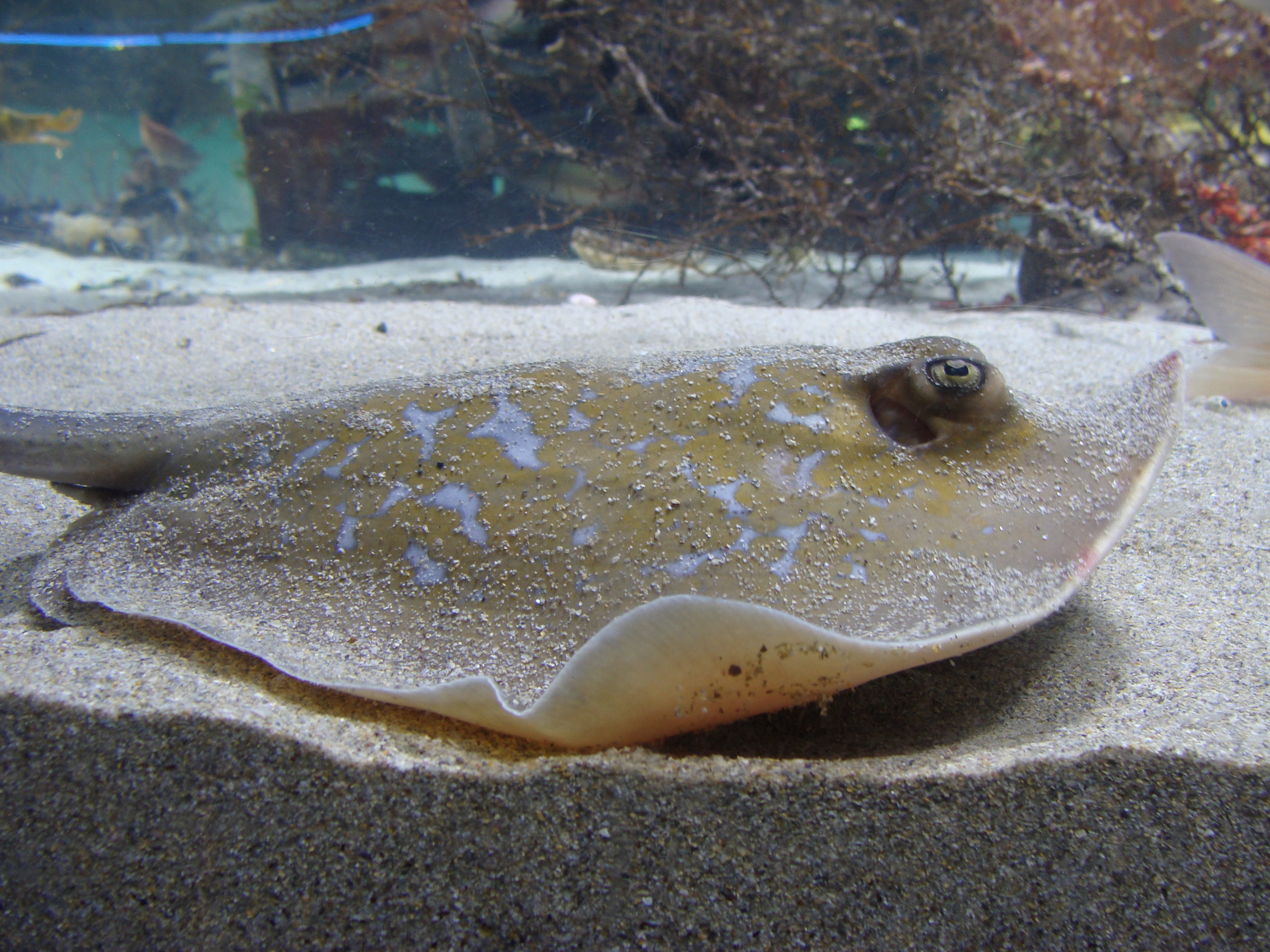
Dasyatis marmorata
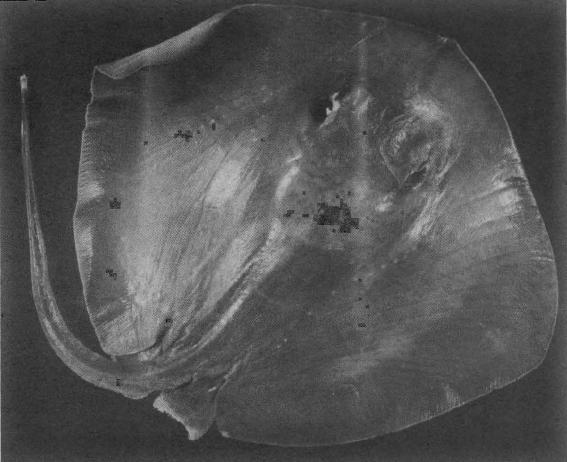
Dasyatis matsubarai
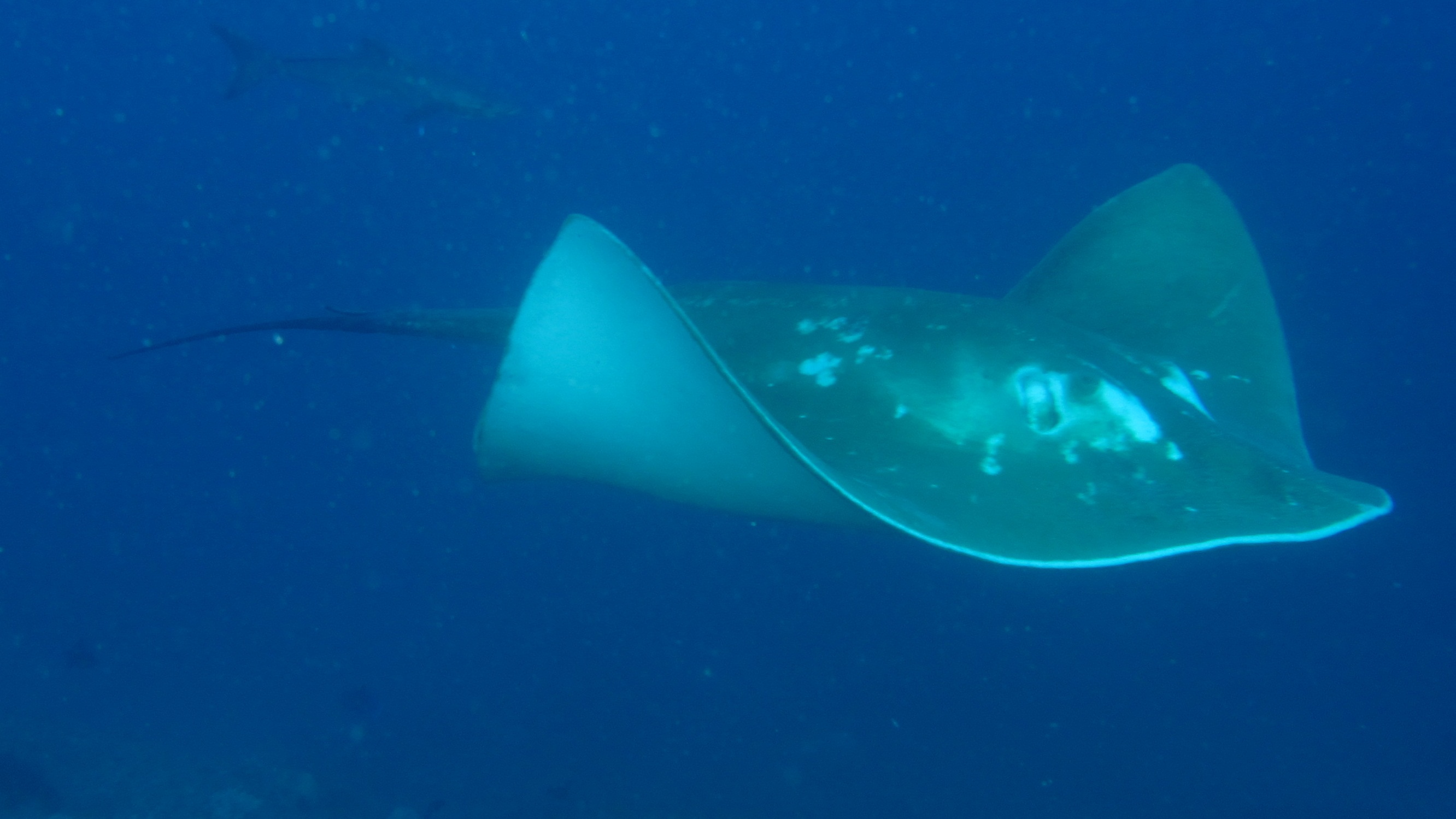
Dasyatis microps
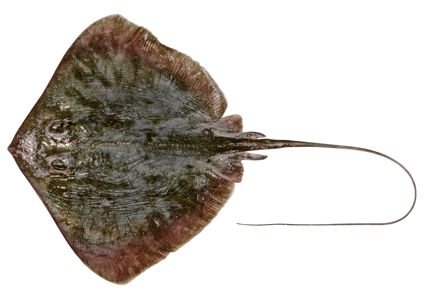
Dasyatis parvonigra
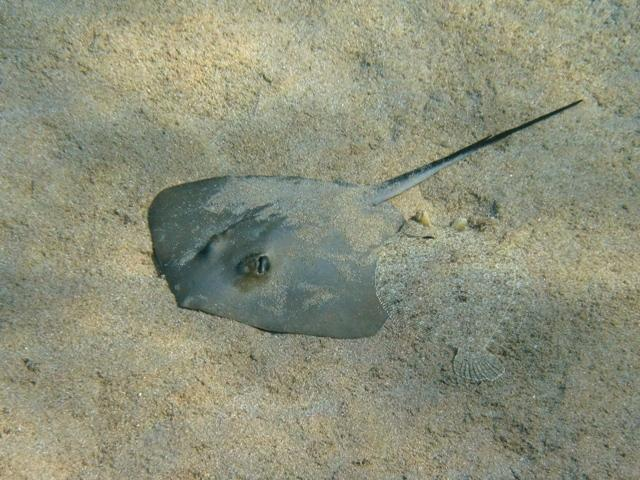
Dasyatis pastinaca
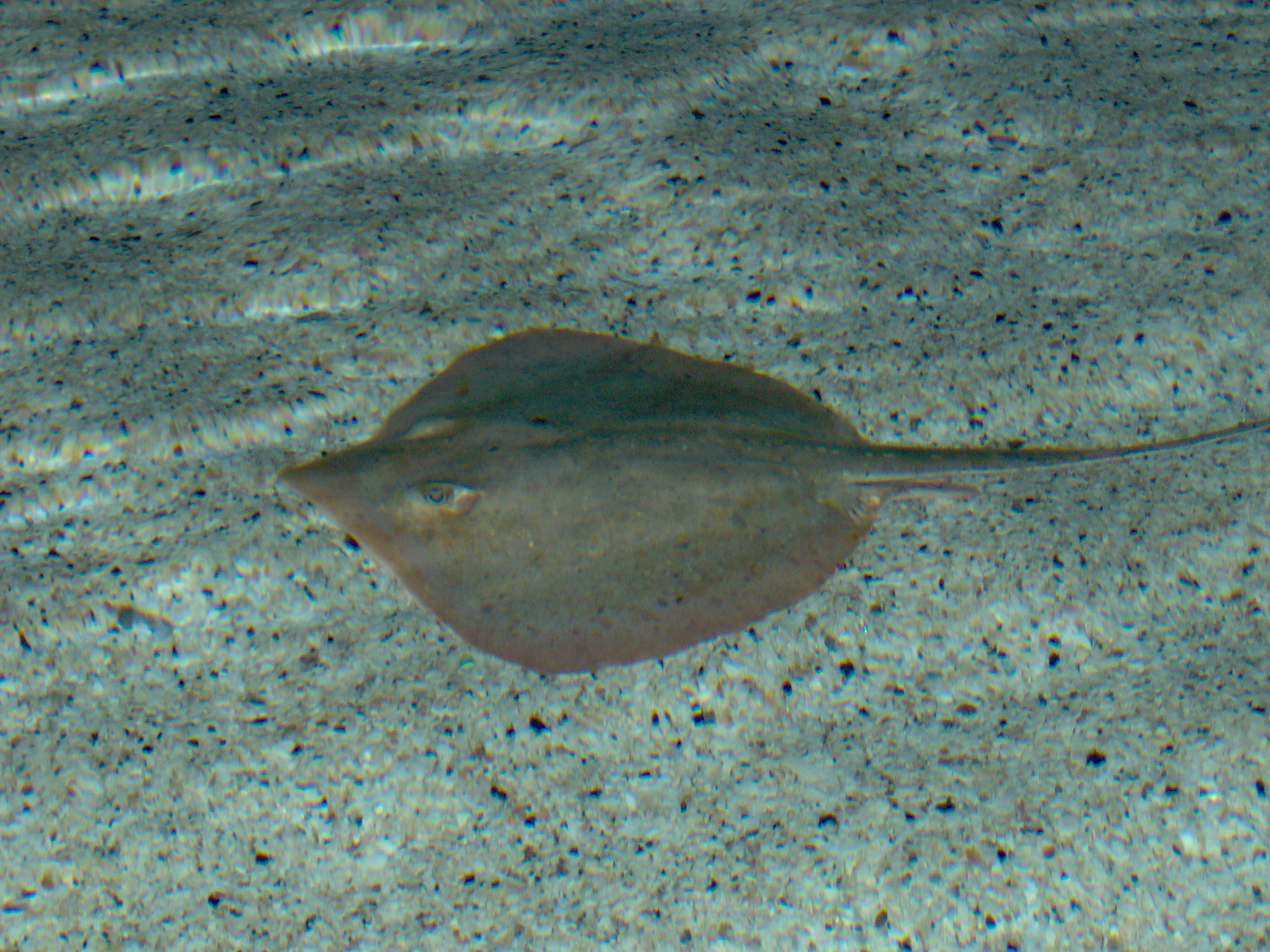
Dasyatis sabina
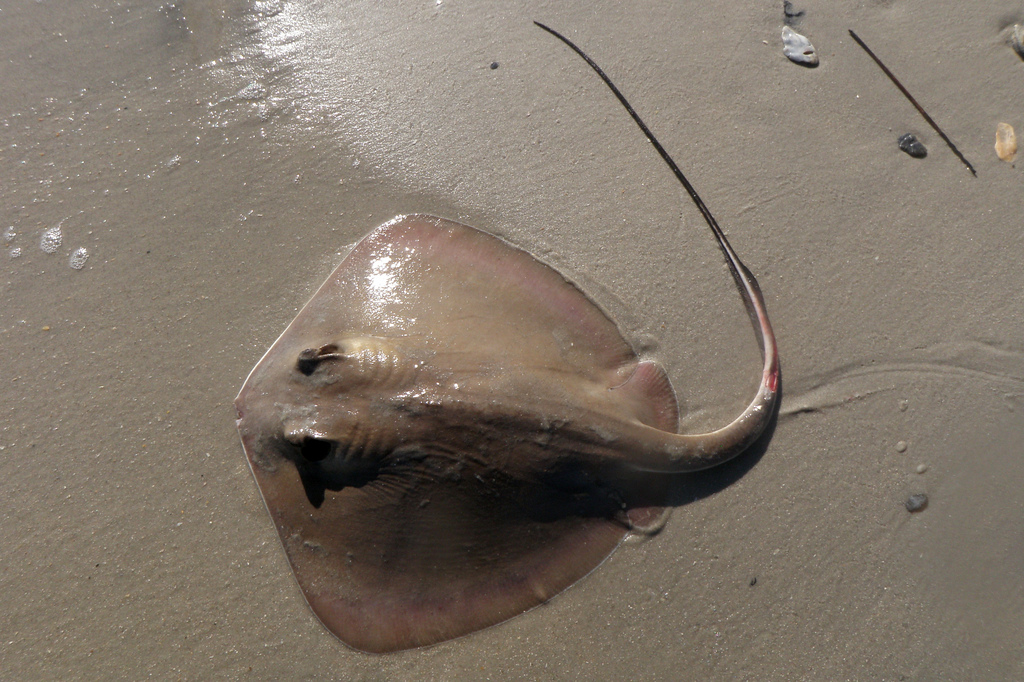
Dasyatis say
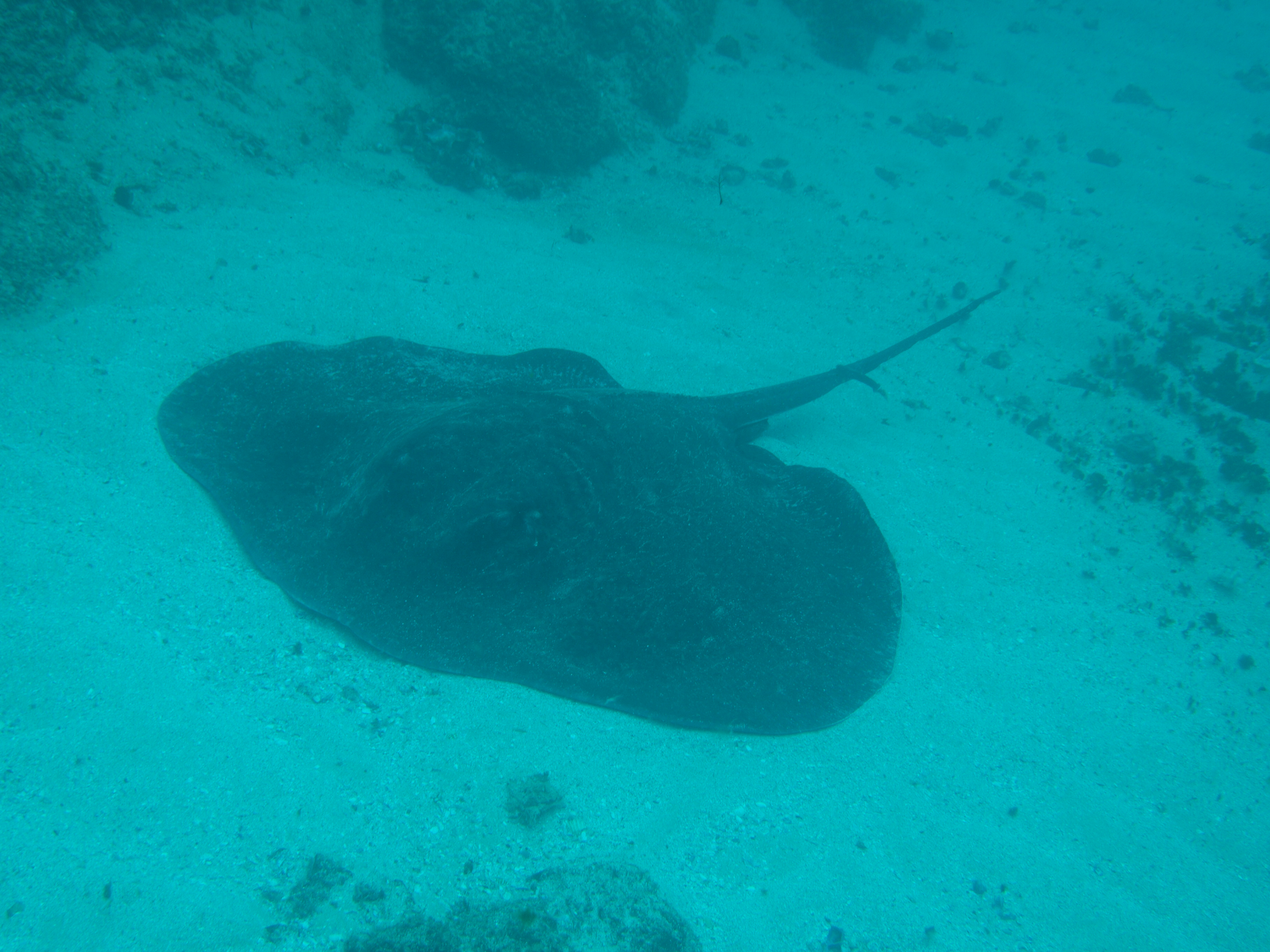
Dasyatis thetidis
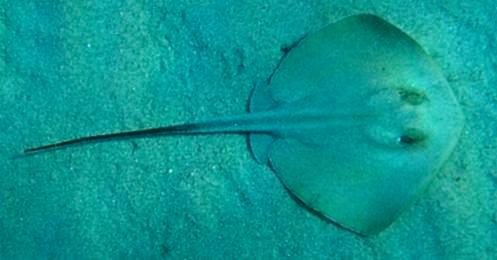
Dasyatis tortonesei